# Радостный Сад
Радостный Сад (укр. Радісний Сад, до 2016 г. — Радсад) — посёлок в Николаевском районе Николаевской области Украины. Расположен на берегу Бугского лимана напротив города Николаева.
Население по переписи 2001 года составляло 1978 человек. Почтовый индекс — 57160. Телефонный код — 518. Занимает площадь 42,723 км².
Основан в 1908 году как безымянный хутор. В 1920 г. организован совхоз «Радсад», от которого посёлок получил название .
В посёлке находится центральная усадьба хозяйства ПАО «Радсад», которое имеет наибольшую на Украине площадь виноградников — 1149 гектаров.
Функционирует спортивно-оздоровительный комплекс, где проходят спортивные соревнования от местного до всеукраинского уровней. Работает детско-юношеская спортивная школа.
Возле посёлка находится монументальное древнее погребальное сооружение 2-1 тысячелетий до нашей эры — 5-метровый скифский курган.

## Известные уроженцы
- Восконян, Валерий Николаевич — армянский и украинский футболист, вратарь.
- Жовжеренко, Андрей Иванович — советский и украинский футболист, полузащитник, позже — тренер.
- Матросов, Александр Анатольевич — советский и украинский футболист, защитник, позже — тренер.

## Местный совет
57160, Николаевская обл., Николаевский р-н, пос. Радостный Сад, ул. Мира, 5, тел. 33-43-45